# De Havilland Oxford
Airco DH.11 là một loại máy bay ném bom hai tầng cánh hai động cơ của Anh, được thiết kế nhằm thay thế cho loại Airco DH.10.

## Biến thể
- Oxford Mk I
- Oxford Mk II
- DH.12

## Tính năng kỹ chiến thuật (Oxford Mk I)
Dữ liệu lấy từ Mason, The British Bomber since 1914 
Đặc điểm tổng quát
- Kíp lái: 3
- Chiều dài: 45 ft 2¾ in (13,79 m)
- Sải cánh: 60 ft 2 in (18,34 m)
- Chiều cao: 13 ft 6 in (4,12 m)
- Diện tích cánh: 719 ft² (66,8 m²)
- Trọng lượng rỗng: 4.105 lb (1.866 kg)
- Trọng lượng cất cánh tối đa: 7.020 lb (3.191 kg)
- Động cơ: 2 × ABC Dragonfly, 320 hp (239 kW)  mỗi chiếc

 Hiệu suất bay 
- Vận tốc cực đại: 107 kn (123 mph, 198 km/h)
- Trần bay: 14.500 ft (4.400 m)
- Công suất/trọng lượng: hp/lb (kW/kg)
- Lên độ cao 10.000 ft: 13 phút 45 giây
- Thời gian bay: 3 h

Trang bị vũ khí

- Súng: 1 × súng máy Lewis.303 in (7,7 mm)
- Bom: 4 × quả bom 230 lb (104 kg)